# Deckenia (dier)
Deckenia is een geslacht van kreeftachtigen uit de klasse van de Malacostraca (hogere kreeftachtigen).

## Soorten
- Deckenia imitatrix Hilgendorf, 1869
- Deckenia mitis Hilgendorf, 1898